# SN 1975E
SN 1975E – supernowa odkryta 7 maja 1975 roku w galaktyce NGC 4102. W momencie odkrycia miała maksymalną jasność 16,70m.